# The Millennium Project
The Millennium Project – globalny think tank działający jako organizacja pozarządowa. Działania organizacji koncentrują się na badaniu zagadnień dotyczących przyszłości, kształtowaniu globalnych zmian w taki sposób, aby zapewnić zrównoważony i stabilny rozwój. Przewodniczącym organizacji The Millennium Project jest Jerome C. Glenn.
The Millennium Project tworzy długoterminowe analizy zagadnień w skali zarówno ogólnoświatowej, jak i lokalnej. Pozwalają one na wczesne ostrzeganie, dostrzeganie możliwości, budowę strategii. Organizacja zrzesza ekspertów z korporacji, uniwersytetów, organizacji pozarządowych, instytucji unijnych i rządowych na całym świecie.
Wyniki badań publikowane są w raporcie "State of the Future”. Raport "State of the Future" ("Stan Przyszłości") jest coroczną publikacją przedstawiającą rezultaty badań The Millennium Project. Opisuje poszczególne zagadnienia i prezentuje długoterminowe scenariusze, globalne wyzwania, a także obecne i przyszłe trendy. Raport zawiera także „15 Globalnych wyzwań” (15 Global Challenges), czyli najważniejsze globalne i lokalne wyzwania stojące przed ludzkością. The Millennium Project monitoruje ich realizację, wyznacza działania niezbędne do ich osiągnięcia oraz dokonuje ich oceny.
Think tanku The Millennium Project nie należy mylić z Projektem Milenijnym ONZ (ang. United Nations Millennium Project).

## Historia The Millennium Project
Projekt powstania organizacji został zainicjowany przez Futures Group International, American Council for The United Nations University, Smithsonian Institution oraz United Nations University Projekt powstał w toku 3 letniego studium wykonalności sponsorowanego przez United States Environmental Protection Agency, UNDP i UNESCO, w której uczestniczyło ponad 200 futurologów i naukowców z 50 krajów. Tworzenie analizy można podzielić na trzy fazy:
- Faza I rozpoczęła się w 1992 r. inicjatywą US EPA. Inicjatywa miała na celu zbadanie i połączenie futurologów i naukowców z całego świata, którzy mieli stworzyć wstępny projekt i przeprowadzić pierwszy test dotyczący globalnego problemu ludności i ochrony środowiska.
- Faza II przypada na lata 1993/94. Stworzono wtedy wiele raportów dotyczących długofalowych problemów Afryki i ich zaradzaniu. Pieczę nad tymi raportami sprawowała UNDP.
- Ostatnia faza analizy przeprowadzona została przez UNESCO w latach 1994/95.

Od 1996 The Millennium Project przeprowadziło wiele analiz i prognoz, współpracując z ponad 2500 futurologami, naukowcami i biznesmenami z wielu krajów z całego świata. Od 2022 r. The Millennium Project współpracuje z Dubai Future Foundation.

## The Millennium Project w Polsce
Polskiemu oddziałowi The Millennium Project przewodniczy firma 4CF. Firma 4CF jest zaangażowana w działania The Millennium Project od 2009 roku. Polski oddział należy do środkowoeuropejskiego węzła organizacji (Central European Node), a od 2015 r. funkcjonuje również jako samodzielna jednostka organizacyjna The Millennium Project. 
Centralną instytucją Węzła Środkowoeuropejskiego jest Centrum Strategii Społecznych i Ekonomicznych na Uniwersytecie Karola w Pradze. Działalność Węzła Środkowoeuropejskiego i polskiego oddziału finansował m.in. Międzynarodowy Fundusz Wyszehradzki.
W skład Węzła wchodzą obecnie trzy kraje:
– Czechy

Przewodniczący prof. Pavel Novacek, Dyrektor Centrum Studiów Interdyscyplinarnych, Uniwersytet Palackiego, Ołomuniec.
– Polska

Przewodniczący Piotr Jutkiewicz i Norbert Kołos, 4CF, Warszawa.
– Słowacja

Przewodniczący Ivan Klinec, sekretarz i członek rady Słowackiego Towarzystwa Futurologicznego, Instytut Prognoz i Analiz, Słowacka Akademia Nauk, Słowacka Akademia Nauk, Bratysława.